# Javier Barrozo
Javier Barrozo (Buenos Aires, Argentina, 1976) es un cantante de Argentina, principalmente involucrado en bandas de estilo Heavy Metal.

## Biografía
Sus primeros pasos en la música fueron tocando la batería y luego cambio de instrumento para dedicarse al bajo. Una de sus primeras bandas fue Viuda Negra, con ella hicieron un videoclip que pudo verse en el canal Much Music de Argentina durante los años noventa, a la par da sus primeros pasos como cantante en la banda Densa oscuridad Luego de que se separaran ambas bandas, formó Cúspide, con Javier como vocalista, también enrolados dentro del Heavy Metal, estuvieron a punto de grabar un disco. En esta etapa es donde Javier comienza a conocer su voz y darse cuenta de que con ella puede lograr mucho. Por algunos problemas, la banda se disolvió. Con este evento, Javier se dedicó a tiempo completo a ser la voz de Lörihen (de antemano estaba cantando como invitado).
Con Lörihen grabó 4 discos: Utopía, Antes de Tiempo, Paradigma y Vivo 2012. Hizo giras por todo el interior del país e incluso a algunos países limítrofes. Junto a Lörihen grabó temas tributo a Manowar, Metallica, Rata Blanca, Deep Purple, Barón Rojo, Iron Maiden, V8, Queen y Kraken entre otras bandas. En 2005 fueron ganadores del concurso "Battle for monsters" el cual les dio la oportunidad de participar en el festival "Monsters Of Rock" junto a Judas Priest, Whitesnake, Rata Blanca y Tristemente Célebres.

## Magnos
En septiembre de 2006 tras la desvinculación de Javier Barrozo como cantante de Lörihen, nace Magnos. El nombre de la banda surge por la necesidad de encerrar simbólicamente los adjetivos que complementan la grandeza, la majestuosidad, el poder y el sentimiento.
A lo largo de estos 9 años pasaron por la formación de MAGNOS músicos reconocidos de la escena como: Emmanuel López (Watchmen), Alan Fritzler (Watchmen), Piter Barret (Barilari- Asspera y Tarja Turunen), Cristian Vidal (actual Therion), Leo Dobalo, entre otros, la formación actual es:
- ̈Javier Barrozo (Voz)
- Eugenio Vela (Guitarra)
- Santiago Domínguez (Guitarra)
- Coco Díaz (Bajo)
- Matias Sala (Batería)

En lo que respecta a su carrera musical la banda tuvo la oportunidad de recorrer el interior de su país (Argentina) y logró presentarse en el exterior con muy buena aceptación por parte del público destacándose:
La Cumbre Del Metal Iberoamericano, Magnosfest 1, 2 Y 3, En la 52.ª Feria de Manizales (Colombia) Para 5000 almas que hicieron de ese show unos de los más especiales de la carrera de la banda, Pepsi Music 2008 (Junto a Mötley Crüe, Rata Blanca, entre otros.), Magnos – Crepar (Uruguay), Helloween – Stratovarius (En Argentina), Symfonia (En Uruguay y argentina), Lanzamiento de “Vestigios de un sueño” En el Roxy Bar y el Metal para Todos 6 y 7 (2013 Y 2014). Lörihen, Helker y más….
La banda tiene editados dos discos de estudio:
- “Gritos” - 2008, Blackstar CP
- “Vestigios de un sueño” - 2011, Blackstar CP

Magnos tiene la particularidad de contar con invitados de lujo en sus grabaciones, dichas participaciones logran la aceptación inmediata del público y la prensa especializada.
Realizó  3 videos clips: 
- “Dentro de mi ser” - 2007, promoción del álbum "Gritos".
- “Sueños perdidos” - 2013, primer corte del álbum "Vestigios de un sueño".
- “Cruel golpeador” - Segundo corte del álbum "Vestigios".

La banda se encuentra con una intensa actividad de shows y se está abocando en el nuevo material discográfico que verá la luz en 2016 y con nuevo sello discográfico que le dará la oportunidad de insertar dicho material en el mercado extranjero logrando de esta manera instalar definitivamente a Magnos en un lugar de privilegio dentro de la escena latino americana actual.

## Imperio
En 2010 se une a la banda Imperio tras la ida de Christian Bertoncelli de la misma. Con ellos realizó varios recitales en vivo de gira por su disco Latidoamerica, que fue lanzado ese mismo año. Con Imperio también participó del recital en vivo "Metal para Todos 3".

## Walter Giardino Temple
A finales de septiembre de 2012 Walter Giardino lo eligió para ser el nuevo cantante de la banda Walter Giardino Temple, con la que empezó una gira por Argentina con el cantante Joe Lynn Turner de invitado especial.
En mayo de 2016 Temple vuelve a realizar una gira con Joe Lynn Turner, esta vez realizan una gira de 12 presentaciones que los lleva por Argentina, Bolivia, Chile y Uruguay. como detalle especial en esta oportunidad Javier canto un dueto explosivo junto Joe de la canción Burn (Deep Purple).